# Parafia Ewangelicko-Augsburska w Golasowicach
Parafia Ewangelicko-Augsburska w Golasowicach – parafia luterańska w Golasowicach, należąca do diecezji katowickiej.
Po okresie kontrreformacji na habsburskim Śląsku sytuacja dla protestantów znacznie poprawiła się po zajęciu większej części regionu (wraz z Golasowicami) przez Królestwo Prus po I wojnie śląskiej w 1742. Ramy prawne dla funkcjonowania pełnoprawnych parafii utworzono w 1764. Rok później zawiązała się parafia luterańska w Golasowicach, kiedy to rozpoczęto budowę zabytkowego kościoła parafialnego, a w 1817 dobudowano wieżę. W 1817 powstał Ewangelicki Kościół Unii Staropruskiej. W okresie międzywojennym parafia należała do Ewangelickiego Kościoła Unijnego na polskim Górnym Śląsku. W 1933 Golasowice były jedną z jedynie czterech gmin na obszarze działania tegoż Kościoła, gdzie ewangelicy stanowili większość mieszkańców (w Golasowicach stanowili oni 75,3% mieszkańców, ponadto parafii podlegały Bzie Dolne, gdzie protestantów było 60,6%).